# Песчанский сельсовет (Курганская область)
Песчанский сельсовет — упразднённые административно-территориальная единица и муниципальное образование (сельское поселение) в Щучанском районе Курганской области Российской Федерации.
Административный центр — село Песчанское.
9 января 2022 года сельсовет был упразднён в связи с преобразованием муниципального района в муниципальный округ.

## География
Общая площадь территории муниципального образовании:
 Общая   площадь  территории муниципального образования  Песчанского  сельсовета   составляет:
| ВСЕГО                                                | 40652,3 га |
| В т.ч. земли сельхозназначения                       | 27 459,3   |
| Земли населенных пунктов                             | 2 408      |
| Земли промышленности и иного специального назначения | 47         |
| Земли особо охраняемых территорий и объектов         | 0          |
| Земли лесного фонда                                  | 10 738     |
| Земли водного фонда                                  | 0          |
| Земли запаса                                         | 0          |
| В т.ч. земли сельхозугодий                           | 13 861     |
| из них пашня                                         | 4642       |
| многолетние насаждения                               | 0          |
| сенокосы                                             | 2507       |
| пастбища                                             | 4016       |
| залежи                                               | 2636       |

Удаленность от районного центра: Расстояние  до  районного центра   г.Щучье- с.Песчанское  - 60 км.

## История
Статус и границы установлены Законом Курганской области от 3 декабря 2004 года № 892 «Об установлении границ муниципального образования Песчанского сельсовета, входящего в состав муниципального образования Щучанского района».

## Население
| 1989 | 2002  | 2004  | 2010  | 2012  | 2013  | 2014 |
| ---- | ----- | ----- | ----- | ----- | ----- | ---- |
| 2382 | ↘1580 | ↗1620 | ↘1154 | ↘1084 | ↘1026 | ↘961 |
| 2015 | 2016  | 2017  | 2018  | 2019  | 2020  |      |
| ↘911 | ↘870  | ↘842  | ↗846  | ↘811  | ↘782  |      |

## Состав сельского поселения
| № | Населённый пункт | Тип населённого пункта       | Население |
| - | ---------------- | ---------------------------- | --------- |
| 1 | Архипово         | деревня                      | ↘44       |
| 2 | Песчанское       | село, административный центр | ↘896      |
| 3 | Утичье           | деревня                      | ↘201      |
| 4 | Ушаково          | деревня                      | ↘13       |

## Экономика
На территории  муниципального образования 1 сельскохозяйственное предприятие ООО "Северное".